# Fjädervikt i fristil för herrar i brottning vid olympiska sommarspelen 2004
Herrarnas brottningsturnering i fristil i viktklassen fjädervikt vid olympiska sommarspelen 2008 avgjordes den 28-29 augusti i Aten i Ano Liossia Olympic Hall.

## Medaljörer
| Klass      | Guld                   | Silver                      | Brons               |
| Fjädervikt | Yandro Quintana · Kuba | Masoud Mostafa-Jokar · Iran | Kenji Inoue · Japan |

## Resultat

### Förkortningar
- EF — Vinst genom förverkande, förloraren ej plancerad
- E2 — Båda brottarna diskvalificerade för brott mot reglerna
- EV — Diskvalifikation från samtliga tävlingar för brott mot reglerna
- EX — 3 varningar eller brott mot reglerna
- PA — Skada/uteblivande
- PO — Vinst efter poäng, förloraren utan teknik-poäng
- PP — Vinst efter poäng, förloraren med teknik-poäng
- SP — Teknisk överlägsenhet, 10 poängs skillnad, förloraren hade poäng
- ST — Teknisk överlägsenhet, 10 poängs skillnad, förloraren utan poäng
- TO — Vinst efter fall
- KP — Klassificeringspoäng
- TP — Tekniska poäng

### Utslagningsronder

#### Grupp 1
| Tävlande                 | Spelade | Vunna | Förlorade | KP | TP |
| ------------------------ | ------- | ----- | --------- | -- | -- |
| Vasyl Fedoryshyn (UKR)   | 2       | 2     | 0         | 6  | 8  |
| Ulan Nadyrbek Uulu (KGZ) | 2       | 1     | 1         | 4  | 6  |
| Gergõ Wöller (HUN)       | 2       | 0     | 2         | 0  | 0  |

|                          | Poäng |                          | KP     |
| ------------------------ | ----- | ------------------------ | ------ |
| Ulan Nadyrbek Uulu (KGZ) | 3–0   | Gergõ Wöller (HUN)       | 3–0 PO |
| Vasyl Fedoryshyn (UKR)   | 5–3   | Ulan Nadyrbek Uulu (KGZ) | 3–1 PP |
| Gergõ Wöller (HUN)       | 0–3   | Vasyl Fedoryshyn (UKR)   | 0–3 PO |

#### Grupp 2
| Tävlande              | Spelade | Vunna | Förlorade | KP | TP |
| --------------------- | ------- | ----- | --------- | -- | -- |
| Guivi Sissaouri (CAN) | 2       | 2     | 0         | 6  | 13 |
| Murad Umakhanov (RUS) | 2       | 1     | 1         | 4  | 7  |
| Tevfik Odabaşı (TUR)  | 2       | 0     | 2         | 2  | 6  |

|                       | Poäng |                       | KP     |
| --------------------- | ----- | --------------------- | ------ |
| Murad Umakhanov (RUS) | 5–2   | Tevfik Odabaşı (TUR)  | 3–1 PP |
| Guivi Sissaouri (CAN) | 8–2   | Murad Umakhanov (RUS) | 3–1 PP |
| Tevfik Odabaşı (TUR)  | 4–5   | Guivi Sissaouri (CAN) | 1–3 PP |

#### Grupp 3
| Tävlande              | Spelade | Vunna | Förlorade | KP | TP |
| --------------------- | ------- | ----- | --------- | -- | -- |
| Yandro Quintana (CUB) | 2       | 2     | 0         | 6  | 6  |
| Sushil Kumar (IND)    | 2       | 1     | 1         | 3  | 9  |
| Ivan Djorev (BUL)     | 2       | 0     | 2         | 0  | 0  |

|                       | Poäng |                       | KP     |
| --------------------- | ----- | --------------------- | ------ |
| Yandro Quintana (CUB) | 3–0   | Ivan Djorev (BUL)     | 3–0 PO |
| Sushil Kumar (IND)    | 0–3   | Yandro Quintana (CUB) | 0–3 PO |
| Ivan Djorev (BUL)     | 0–9   | Sushil Kumar (IND)    | 0–3 PO |

#### Grupp 4
| Tävlande                        | Spelade | Vunna | Förlorade | KP | TP |
| ------------------------------- | ------- | ----- | --------- | -- | -- |
| David Pogosian (GEO)            | 2       | 2     | 0         | 6  | 7  |
| Oyuunbilegiin Pürevbaatar (MGL) | 2       | 1     | 1         | 4  | 5  |
| Eric Guerrero (USA)             | 2       | 0     | 2         | 2  | 2  |

|                                 | Poäng |                                 | KP     |
| ------------------------------- | ----- | ------------------------------- | ------ |
| Oyuunbilegiin Pürevbaatar (MGL) | 2–4   | David Pogosian (GEO)            | 1–3 PP |
| Eric Guerrero (USA)             | 1–3   | Oyuunbilegiin Pürevbaatar (MGL) | 1–3 PP |
| David Pogosian (GEO)            | 3–1   | Eric Guerrero (USA)             | 3–1 PP |

#### Grupp 5
| Tävlande                   | Spelade | Vunna | Förlorade | KP | TP |
| -------------------------- | ------- | ----- | --------- | -- | -- |
| Masoud Mostafa-Jokar (IRI) | 2       | 2     | 0         | 6  | 11 |
| Besik Aslanasvili (GRE)    | 2       | 1     | 1         | 4  | 7  |
| Sahit Prizreni (ALB)       | 2       | 0     | 2         | 1  | 2  |

|                            | Poäng |                            | KP     |
| -------------------------- | ----- | -------------------------- | ------ |
| Sahit Prizreni (ALB)       | 2–5   | Besik Aslanasvili (GRE)    | 1–3 PP |
| Masoud Mostafa-Jokar (IRI) | 8–0   | Sahit Prizreni (ALB)       | 3–0 PO |
| Besik Aslanasvili (GRE)    | 2–3   | Masoud Mostafa-Jokar (IRI) | 1–3 PP |

#### Grupp 6
| Tävlande                 | Spelade | Vunna | Förlorade | KP | TP |
| ------------------------ | ------- | ----- | --------- | -- | -- |
| Kenji Inoue (JPN)        | 3       | 2     | 1         | 8  | 22 |
| Jung Young-Ho (KOR)      | 3       | 2     | 1         | 8  | 23 |
| Lubos Cikel (AUT)        | 3       | 1     | 2         | 4  | 9  |
| Damir Zakhartdinov (UZB) | 3       | 1     | 2         | 4  | 13 |

|                          | Poäng |                          | KP     |
| ------------------------ | ----- | ------------------------ | ------ |
| Lubos Cikel (AUT)        | 3–4   | Jung Young-Ho (KOR)      | 1–3 PP |
| Damir Zakhartdinov (UZB) | 3–2   | Kenji Inoue (JPN)        | 3–1 PP |
| Lubos Cikel (AUT)        | 6–5   | Damir Zakhartdinov (UZB) | 3–1 PP |
| Jung Young-Ho (KOR)      | 2–7   | Kenji Inoue (JPN)        | 1–3 PP |
| Lubos Cikel (AUT)        | 0–13  | Kenji Inoue (JPN)        | 0–4 ST |
| Jung Young-Ho (KOR)      | 17–5  | Damir Zakhartdinov (UZB) | 4–0 TO |

### Utslagningsträd
|  | Kvartsfinaler          | Kvartsfinaler          | Kvartsfinaler |  |  | Semifinaler                | Semifinaler                | Semifinaler                |   |                       | Final                  | Final                  | Final      |
|  |                        |                        |               |  |  |                            |                            |                            |   |                       |                        |                        |            |
|  | Vasyl Fedoryshyn (UKR) | Vasyl Fedoryshyn (UKR) | 6             |  |  |                            |                            |                            |   |                       |                        |                        |            |
|  | Guivi Sissaouri (CAN)  | Guivi Sissaouri (CAN)  | 0             |  |  | Vasyl Fedoryshyn (UKR)     | Vasyl Fedoryshyn (UKR)     | 1                          |   |                       |                        |                        |            |
|  | Yandro Quintana (CUB)  | Yandro Quintana (CUB)  | 5             |  |  | Yandro Quintana (CUB)      | Yandro Quintana (CUB)      | 3                          |   |                       |                        |                        |            |
|  | David Pogosian (GEO)   | David Pogosian (GEO)   | 0             |  |  |                            |                            |                            |   | Yandro Quintana (CUB) | Yandro Quintana (CUB)  | 4                      |            |
|  |                        |                        |               |  |  |                            | Masoud Mostafa-Jokar (IRI) | Masoud Mostafa-Jokar (IRI) | 0 |                       |                        |                        |            |
|  |                        |                        |               |  |  | Masoud Mostafa-Jokar (IRI) | Masoud Mostafa-Jokar (IRI) | 5                          |   |                       |                        |                        |            |
|  |                        |                        |               |  |  | Kenji Inoue (JPN)          | Kenji Inoue (JPN)          | 4                          |   |                       | Bronsmatch             | Bronsmatch             | Bronsmatch |
|  |                        |                        |               |  |  |                            |                            |                            |   |                       |                        |                        |            |
|  |                        |                        |               |  |  |                            |                            |                            |   |                       | Vasyl Fedoryshyn (UKR) | Vasyl Fedoryshyn (UKR) | 5          |
|  |                        |                        |               |  |  |                            |                            |                            |   |                       | Kenji Inoue (JPN)      | Kenji Inoue (JPN)      | 6          |

|  | 5:e plats |                       |    |  |
|  |           |                       |    |  |
|  | 1         | Guivi Sissaouri (CAN) |    |  |
|  | 1         | Guivi Sissaouri (CAN) |    |  |
|  | 2         | David Pogosian (GEO)  | PA |  |